# Europees kampioenschap zeilwagenrijden 1978
Het Europees kampioenschap zeilwagenrijden 1978 was een door de Internationale Vereniging voor Zeilwagensport (FISLY) georganiseerd kampioenschap voor zeilwagenracers. De 16e editie van het Europees kampioenschap vond plaats in het Britse Lytham St Annes. 

## Uitslagen
| klasse   | Goud          | Zilver              | Brons                       |
| -------- | ------------- | ------------------- | --------------------------- |
| Klasse 2 | Jan Lowe      | Piet Verdonck       | Benoit Demoury              |
| Klasse 3 | Nord Embroden | J. Jones            | Louis de Terschueren        |
| Klasse 4 | A. Descamps   | Jean-Pierre Ville   | J. Nicholsen                |
| DN       | T. Denye      | P. Nicholls         | J. Dibdin                   |
| Dames    | Vivian Ellis  | Marie Pierre Passet | Véronique Ribaud de Gineste |

1963 ·
1964 ·
1965 ·
1966 ·
1967 ·
1968 ·
1969 ·
1970 ·
1971 ·
1972 ·
1973 ·
1974 ·
1975 ·
1976 ·
1977 ·
1978 ·
1979 ·
1980 ·
1981 ·
1982 ·
1983 ·
1984 ·
1985 ·
1986 ·
1987 ·
1988 ·
1989 ·
1990 ·
1991 ·
1992 ·
1993 ·
1994 ·
1995 ·
1996 ·
1997 ·
1998 ·
1999 ·
2000 ·
2001 ·
2002 ·
2003 ·
2004 ·
2005 ·
2006 ·
2007 ·
2009 ·
2010 ·
2011 ·
2013 ·
2015 ·
2016 ·
2017 ·
2019 ·
2020 ·